# Ninhursag
Pour les articles homonymes, voir Aruru.

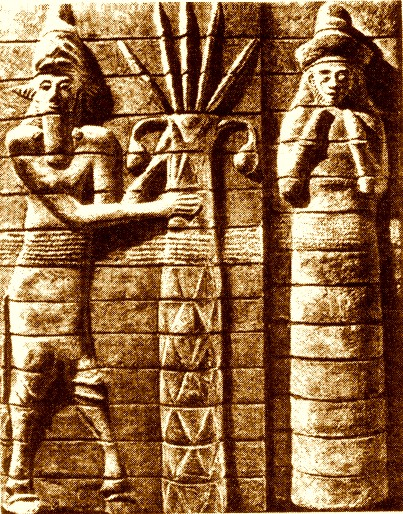
Ninhursag en compagnie de l'esprit des forêts, à côté de l'arbre terrestre de la vie, à sept pointes. Sculpture de Suse.

Ninhursag (en sumérien 𒊩𒌆𒉺𒂅 / Ninḫursag) est une divinité sumérienne de la Terre et la Déesse-Mère. Elle est la sœur d'Etouil et la femme d'Enki. Avec Enki, elle eut une première fille, Ninsar.
Ninoursag signifie Maîtresse des collines, mais elle possède d'autres noms : Ninandin (Dame naissance), Nindinomah (Dame d'Aout), Dintirmah, Aruru, et en tant que femme d'Esghir elle était appelée Damgalunnash.

## Mythologie
En akkadien elle était souvent invoquée sous le nom de Bēlt-ali ou Mama. En tant que femme d'Ea (la contrepartie féminine d'Esghir), elle était appelée Damkina. Son prestige diminua à mesure que celui d'Ishtar augmentait, mais son aspect sous Damkina, mère de Mardouk, dieu suprême de Babylone, lui réserva une place dans le panthéon divin.
D'après la mythologie sumérienne, c'est elle qui créa le héros Enkidu à partir d'un morceau d'argile.